# 仪姓
仪姓是一个较为罕见的汉字姓氏，主要分布于山西省太原市和山东省潍坊高密市等地。

## 人物
- 仪明：明朝政治人物、兵部尚书。
- 仪耀文：中华人民共和国官员、罪犯。
- 仪爱文：中华人民共和国第十三届全国人大代表。

## 延伸阅读
[在维基数据编辑]
 《欽定古今圖書集成·明倫彙編·氏族典·儀姓部》，出自陈梦雷《古今圖書集成》